# Акварел
Сама реч акварел долази од речи аква (aqua) — „вода”, која је латинског порекла. Италијани су ту реч претворили у акварело (aquarello) и то у нашем преводу значи „водена боја”. Акварел се добија мешањем ситно млевених и пажљиво одабраних пигмената а за везиво се користи гумиарабика. Водом разређене боје се на папир наносе меканим кистовима. Папир који се користи за сликање акварелом треба да буде високе грамаже, те да се добро натегне на равну површину да не би долазило до савијања. У техници акварела се не користи бела боја, пошто светле и тамне тонове добијамо додавањем више или мање воде. Делове слике који треба да остану бели, остављамо несликаним. Акварелне боје карактерише прозирност и прозрачност те се сликањем боје на боју могу добити изванредни тоналитети поетичног карактера.
Конвенционална и најчешћа подлога — материјал на који се наноси боја — за акварел слике је акварел папир. Остале подлоге или супстрати укључују камен, слоновачу, свилу, трску, папирус, папир од коре, пластику, велум, кожу, тканину, дрво и акварел платно (превучено гипсом који је посебно формулисан за употребу са акварелима). Акварел папир се често прави у потпуности или делимично од памука. Ово даје површини одговарајућу текстуру и минимизира изобличење када је мокро. Акварел папири су обично хладно цеђени папири, што даје бољу текстуру и изглед са тежином од најмање 300 gsm. Испод 300 gsm се обично не препоручује ни за шта осим за скицирање. Транспарентност је главна карактеристика акварела. Акварели се такође могу учинити непрозирним додавањем кинеске беле боје. Ово није метода која се користи у „правом акварелу” (традиционалном).

## Рад на сувој подлози
Овим начином рада се боја сваки пут наноси на суву подлогу, тј. сачекамо да се први слој боје коју смо нанели осуши, па тек онда наносимо други, итд. Због прозирности акварела могуће је видети претходне слојеве боје, што нуди могућности за карактеристичан тонски и колористички израз.

## Рад на мокрој подлози
Папир се најпре навлажи чистом водом помоћу киста, сунђера или памучне крпице преко целе површине, а могуће је овлажити само делове папира на којима желимо ефекте преливања и спонтаног мешања боја. Нове могућности ликовног израза добијамо тако што оставимо слику да се осуши те онда можемо да наставимо са сликањем.

## Историјски развој акварела
Акварел је познат још у старом Египту, где су га израђивали на папирусу, у Кини на папиру и свили. Познат је и у старом Јапану, Индији и Персији. Акварел су неговали антички Грци и Римљани, а јавља се и у старохришћанској уметности. Преко Византијских сликара прелази у средњовековне самостане у целој Европи. Бројни мисали, псалтири, бревијари и хронике тога времена илуминиране су минијатурама, иницијалима и орнаментима, рађеним воденим бојама.
Настанак акварела повезује се са Дирером. Он се сматра за зачетника ове технике у сликарству, као и уметника који ју је усавршио и популарисао. Употребљавао је белину папира да нагласи светло и ваздушасто извођење дела. Интересовање за природу које је показао у овој техници дало је нове мотиве за нове генерације уметника. Дирерови акварели нису били предстудије за друга остварења. Радио их је са великом умешношћу и северњачком прецизношћу. Сликањем акварела Дирер је развио лакоћу покрета руке за сликање великих олтара.
Међу првим акварелистима новог века истичу се Албрехт Дирер и Ханс Холбајн Млађи. У доба барока акварел служи за скице и нацрте по којима ће се израђивати слике у другим техникама. У 18. и 19. веку у Енглеској се развило акварелно сликарство пејзажа (Џозеф Малорд Вилијам Тарнер, Г. Робертсон, П. и Th. Sandby, Вилијам Блејк и др). За енглеским примером поводе се и сликари других земаља.
У 19. веку у техници акварела води Француска:Теодор Жерико, Ежен Делакроа, Оноре Домије, Едуар Мане, Пјер Огист Реноар, Пол Сезан.
У 20. веку овом техником се служе Анри Матис, Андре Дионаје де Сегонзак, Пол Сињак, Морис де Вламеник, и др. Међу немачким експресионистима после Првог светског рата који користе акварел истичу се: Франц Марк, Георг Грос, Макс Пехштајн, а посебно Пол Кле.
Почеци акварела на Балканским просторима јављају се у 17. и 18. веку са акварелним цртежима старих градова. Ову технику су користили: Анастас Јовановић и Стеван Тодоровић сликајући пределе и портрете. На прелазу из 19. у 20. век акварелом су се бавили Слава Рашкај, Јанез Шубић и Јуриј Шубић, а касније: Емануел Видовић, Јосип Рачић, Мирослав Краљевић, Владимир Бецић, Љубо Бабић и др.